# Beno Blachut

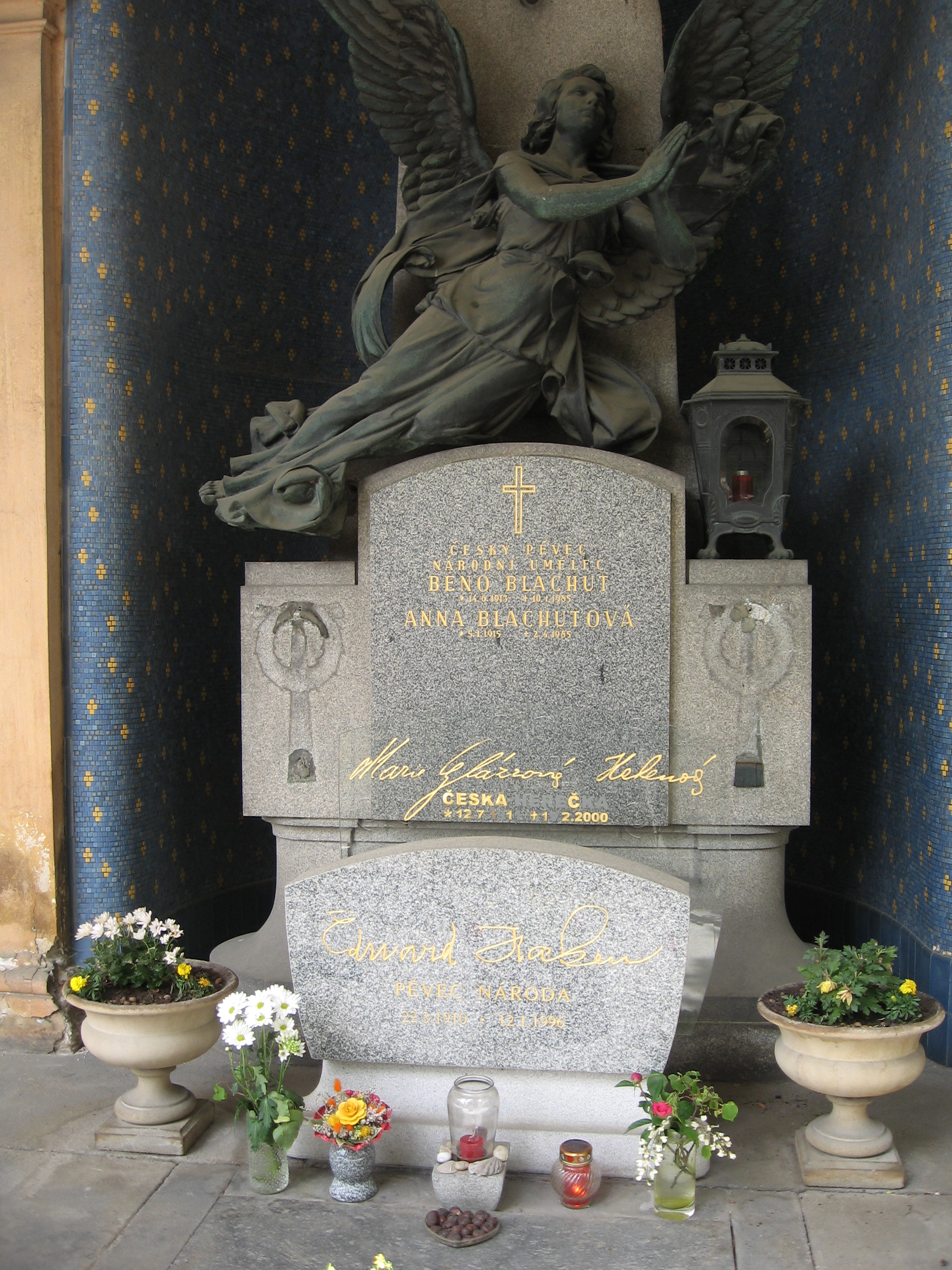
Náhrobky manželů Blachutových a Hakenových

Beno Blachut (14. června 1913 ,Vítkovice, nyní součást Ostravy – 10. ledna 1985 Praha) byl český operní pěvec, tenorista. Byl držitelem čestných titulů laureát státní ceny, zasloužilý umělec (1958) a národní umělec (1963).

## Život
Beno Blachut se vyučil kotlářem ve Vítkovických železárnách, odkud byl za hospodářské krize v roce 1933 propuštěn. V letech 1935–1939 studoval zpěv na Pražské konzervatoři u Luise Kadeřábka. Dne 25. prosince 1938 se představil jako Jeník ve Smetanově Prodané nevěstě v Českém divadle v Olomouci, kde byl angažován v sezónách 1939–1940 a 1940–1941. Od 1. srpna 1941 se stal členem opery Národního divadla v Praze, kde působil až do své smrti.
Blachut byl vynikajícím interpretem především českého repertoáru (B. Smetana: Jeník, Vítek, Vít, Lukáš, Dalibor, Šťáhlav, Michálek, Skřivánek; A. Dvořák: Princ, Jirka, Benda; L. Janáček: Laca Klemeň, Boris, Brouček, Filka Morozov ad.). Ze světového repertoáru ztvárnil např. Mozartova Belmonta, Wagnerova Erika a Waltra Stolzinga, Verdiho Radama a Otella, Pucciniho Cavaradossiho a Rudolfa, Leoncavallova Cania.
Světovou kariéru mu přes několikeré nabídky znemožnil nejprve nacistický a později komunistický režim. Jako člen opery Národního divadla hostoval v Moskvě, Vídni, Helsinkách, Amsterdamu, Edinburghu atd.
Pro Československý rozhlas a firmy Supraphon a Decca pořídil řadu nahrávek árií, písní, operních výstupů i kompletů, např. Dalibor, Hubička, Rusalka, Psohlavci, Její pastorkyňa, Káťa Kabanová, Věc Makropulos, Zápisník zmizelého, Stabat Mater, Svatební košile, Česká mše vánoční ad.
V roce 2001 byla v Praze založena Společnost Beno Blachuta. V roce 2003 vznikl v České televizi dokument Benek, který sleduje životní a umělecké osudy pěvce. V dokumentu je použita řada Blachutových televizních i filmových kreací.
Pohřben je v hrobce na pražském Vyšehradě vedle Antonína Dvořáka.

## Nahrávky (výběr)
- Rusalka op. 114, Antonín Dvořák. Orchestr a sbor Národního divadle v Praze, dirigent Jaroslav Krombholc, Rusalka: Ludmila Červinková, Princ: Beno Blachut, Vodník: Eduard Haken, Ježibaba: Marta Krásová, Cizí kněžna: Marie Podvalová ad. Nahráno 1952, Supraphon 2CD 2005.
- Jakobín op. 84, Antonín Dvořák. Filharmonie Brno, Kühnův smíšený sbor, dirigent Jiří Pinkas, sbormistr Pavel Kühn, Bohuš: Václav Zítek, Júlie: Marcela Machotková, Vilém z Harasova: Karel Průša, Filip: Karel Berman, Benda: Beno Blachut, Terinka: Daniela Šounová-Brouková, Jiří: Vilém Přibyl ad. 2CD Supraphon P 1978, vydáno 1994.
- Dalibor, Bedřich Smetana. Orchestr a sbor opery Národního divadla, dirigent: Jaroslav Krombholc, Vladislav: Václav Bednář, Dalibor: Beno Blachut, Budivoj: Teodor Šrubař, Milada: Marie Podvalová, Jitka: Štefa Petrová, Vítek: Antonín Votava, Beneš: Karel Kalaš, 2CD Supraphon, P 1950, vydáno 2001.
- Zápisník zmizelého, Leoš Janáček. Štěpánka Štěpánová – alt, Beno Blachut – tenor, Josef Páleníček – klavír, CD Supraphon 1995.
- Její pastorkyňa, L. Janáček. Orchestr a sbor opery Národního divadla, dirigent: Jaroslav Vogel (1894–1970), Jenůfa: Štěpánka Jelínková, Kostelnička: Marta Krásová, Laca Klemeň: Beno Blachut, Števa Buryja: Ivo Žídek, Stárek: Karel Kalaš ad. 2CD Supraphon, P 1956, vydáno 1997.
- Dvě vdovy, Bedřich Smetana. Symfonický orchestr Československého rozhlasu, dirigent: Karel Ančerl, Karolína: Maria Tauberová, Anežka: Marie Podvalová, Ladislav: Beno Blachut, Mumlal: Eduard Haken ad. Nahráno 1948. 2CD Společnost Beno Blachuta 2007.
- Šárka, Zdeněk Fibich. Symfonický orchestr Pražského rozhlasu, dirigent: Alois Klíma, Přemysl: Václav Bednář, Ctirad: Beno Blachut, Šárka: Marie Podvalová, Vlasta: Marta Krásová, Vitoraz: Ladislav Mráz ad. Nahráno 1950. 2CD Společnost Beno Blachuta 2009.
- Tajemství, Bedřich Smetana. Orchestr Národního divadla, dirigent: Jaroslav Krombholc, Kalina: Zdeněk Otava, Malina: Jaroslav Veverka, Panna Róza: Marta Krásová, Vít: Beno Blachut, Blaženka: Marie Budíková, Bonifác: Vladimír Jedenáctík ad. Nahráno 1945. 2CD Společnost Beno Blachuta 2010.
- Čertova stěna, Bedřich Smetana. Symfonický orchestr Pražského rozhlasu, dirigent: Otakar Jeremiáš, Vok Vítkovic: Stanislav Muž, Záviš: Marta Krásová, Jarek: Beno Blachut, Hedvika: Ludmila Červinková, Michálek: Karel Hruška, Katuška: Marie Budíková, Beneš: Karel Kalaš, Rarach: Vladimír Jedenáctík. Nahráno 1945. 2CD Společnost Beno Blachuta 2012.
- Bouře, Zdeněk Fibich. Symfonický orchestr Pražského rozhlasu, dirigent: Jaroslav Vogel, ProsperoZdeněk Otava, Miranda: Ludmila Červinková, Fernando: Beno Blachut, Ariel: Maria Tauberová, Kaliban: Vladimír Jedenáctík ad. Nahráno 1950. 2CD Společnost Beno Blachuta 2012.
- Dalibor, Bedřich Smetana. Orchestr Národního divadla, dirigent: Jaroslav Krombholc, Vladislav: Stanislav Muž, Dalibor: Beno Blachut, Milada: Zdenka Hrnčířová, Beneš: Eduard Haken, Jitka: Štěpánka Jelínková, Vítek: Oldřich Kovář, Budivoj: Teodor Šrubař. Nahráno 1946. 2CD Společnost Beno Blachuta 2013.